# Ainu (turski jezik)
Ainu jezik (abdal, aini, aynu; ISO 639-3: aib), jedan od sedam istočnoturkijskih jezika koji se govori na jugozapadu kineske autonomne regije Xinjiang u okruzima Hetian, Luopu, Moyu, Shache, Yingjisha i Shulekuche, i u selima Hanalik i Paynap i kod Hobana u selu Gewoz.
Gramatika mu je kao i ujgurska [uig], ali s mnogo perzijskih riječi. Neki ga smatraju dijalektom ujgurskog, drugi iranskim jezikom na koji je snažno utjecao ujgurski.
Narod Ainu ne ženi se s Ujgurima a kineska politika klasificira ih pod ujgursku nacionalnost. Ne smije se brkati s jezikom ainu kojim govore Ainu iz Rusije i Japana.

## Vanjske poveznice
- Ethnologue (14th)
- Ethnologue (15th)